# Heath (Ohio)
Pour les articles homonymes, voir Heath.
Heath est une ville américaine située dans le comté de Licking, dans l’Ohio. Selon le recensement de 2010, sa population est de 10 310 habitants.